# Christine Jorgensen

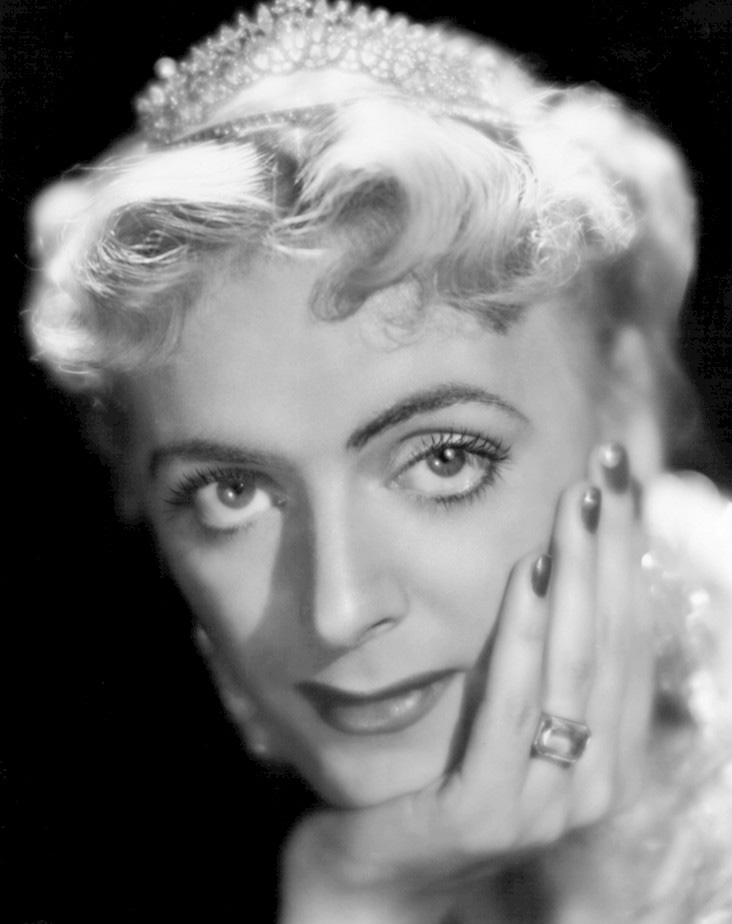
Christine Jorgensen, 1954

Christine Jorgensen (* 30. Mai 1926 in New York City; † 3. Mai 1989 in San Clemente, Kalifornien) war eine US-Amerikanerin, die nach ihrer geschlechtsangleichenden Operation 1952 die erste Transgender-Person wurde, die große mediale Aufmerksamkeit in den Vereinigten Staaten erhielt. Diese nutzte sie zur Bewusstseinsbildung zu Transgender-Themen sowie für eine Karriere in der Unterhaltungsindustrie.

## Leben
Christine Jorgensen wurde 1926 als George William Jorgensen Jr. in der Bronx in New York City geboren. Ihre Eltern waren dänische Einwanderer in die USA, ihr Vater war Zimmermann. Bereits in ihrer Kindheit fühlte sie sich unwohl in ihrer Geschlechterrolle als Junge; sie wollte statt ihrer eigenen Kleidung lieber die Kleider ihrer Schwester anziehen. In ihrer Jugend begann sie sich für Fotografie zu interessieren. Gemeinsam mit ihrem Vater, der Amateurfotograf war, richtete sie eine Dunkelkammer im Elternhaus ein. Sie belegte Kurse am New York Institute of Photography.
1945 wurde sie nach ihrem Schulabschluss zum Militär eingezogen und war bis 1946 als Angestellte beim Militärstützpunkt Fort Dix in New Jersey stationiert. Während dieser Zeit entdeckte sie einen Artikel über den dänischen Arzt Christian Hamburger, der Hormontherapien durchführte.
1950 reiste sie erstmals nach Dänemark, um dort eine geschlechtsangleichende Operation durchführen zu lassen, die nach einem psychologischen Attest durch Georg Sturup zunächst eine mehr als ein Jahr dauernde Hormontherapie und anschließend sechs chirurgische Eingriffe umfasste. Geschlechtsangleichende Operationen waren zu dieser Zeit in den USA nicht möglich. Jorgensen nahm die weibliche Variante des Vornamens ihres Arztes Christian Hamburger für ihre weibliche Identität an. Während eines Krankenhausaufenthalts nach ihrer zweiten Operation in Kopenhagen 1952 kam Jorgensens Werdegang in US-amerikanische Medien und wurde dort breit rezipiert.
Am 12. Februar 1953 kehrte sie in die USA zurück. Dabei wurde sie am New Yorker Flughafen von Bewunderern, Schaulustigen und Journalisten begrüßt.
Es gab Schlagzeilen wie „GI aus der Bronx wird eine Frau!“ mit der Unterzeile Liebe Mama und Papa, euer Sohn schreibt hier, ich werde nun eure Tochter. Die New York Times veröffentlichte einen kurzen Report der Associated Press mit dem Titel Junge aus der Bronx ist jetzt ein Mädchen.
„Zuerst war ich sehr gehemmt und sehr unbeholfen“, sagte Jorgensen in einem Interview von 1970, „aber als die Bekanntheit da war, brauchte ich nicht lange, um mich anzupassen.“ Statt sich aus der medialen Präsenz zurückzuziehen, nutzte sie ihre ungewollte Berühmtheit zu ihrem Vorteil. Dies begründete sie damit, dass, wenn man sie denn sehen wolle, man dafür bezahlen solle und gab so auch gegen Bezahlung ihr erstes Interview der American Weekly. Durch ihre Bekanntheit erhielt sie Rollen in einigen Theaterproduktionen und zahlreiche Interviews im Fernsehen. Sie tourte mit ihrer eigenen Show, die Gesang und Darbietungen beinhaltete. Das Hauptlied ihrer Show trug den Titel I Enjoy Being a Girl.
Sie machte 1959 wieder Schlagzeilen, als sie eine Heiratsgenehmigung beantragte. Sie wurde ihr verweigert, weil ihre Geburtsurkunde sie nur mit dem männlichen Geschlecht auswies. Sie entschied sich später nicht zu heiraten. Sie hätte auch keine Kinder haben können.
1967 veröffentlichte sie ihre Autobiografie Christine Jorgensen: A Personal Biography, die 1970 als The Christine Jorgensen Story auch verfilmt wurde.
In einem Interview sagte sie 1972, dass sie kein Verständnis für die Frauenbewegung (women's liberation movement) habe. In einer späteren Diskussion mit Studenten der University of Minnesota Duluth erklärte sie, dass sie kaum eine Frau kenne, die nicht befreit sei, und dass Männer ebenfalls eine Befreiung benötigten.
In den frühen 1970er Jahren zog sie für die Pension nach South Carolina. 1987 wurde bei ihr Krebs diagnostiziert. An dieser Erkrankung starb sie 1989 in San Clemente, wo sie ihre letzten zwei Lebensjahre verbracht hatte.

## Populärkultur
Christine Jorgensens Fall führte zu einer intensiven Auseinandersetzung mit Geschlechtsidentität in den amerikanischen Medien der 1950er Jahre. Insbesondere die Titelseite der New Yorker Zeitung Daily News und deren Schlagzeile „Ex-GI becomes blonde beauty“ am 1. Dezember 1952 führte zu großer Aufmerksamkeit.
Der Führer der Gruppierung Nation of Islam, Louis Farrakhan, der zuvor noch als Calypsosänger unter dem Namen „The Charmer“ aufgetreten war, widmete Jorgensen ein wenig charmantes Lied mit dem Namen Is She Is Or Is She Ain't, eine Neudichtung des Songs Is You Is or Is You Ain't My Baby von Louis Jordan aus dem Jahr 1940.
Filmplakate des Ed-Wood-Films Glen or Glenda, der in einigen Kinos unter dem alternativen Titel I Changed My Sex and I Led Two Lives lief, behaupteten, dass der Film auf der Lebensgeschichte Jorgensens basiere. In Wirklichkeit wurde Jorgensen vom Produzenten George Weiss lediglich einige Male angefragt, in dem Film mitzuwirken, was sie ablehnte.
In dem Stück „Christine Jorgensen Reveals“, einer Bühnenperformance beim Edinburgh Festival Fringe 2005, wurde Jorgensen vom US-amerikanischen Schauspieler Bradford Louryk porträtiert. Louryk kleidete sich als Jorgensen und trat in dieser Rolle zu einem in den 1950er Jahren mit Jorgensen aufgenommenen Fernsehinterview auf, das auf einem Schwarz-Weiß-Fernseher auf der Bühne lief. Die Show wurde 2006 beim Dublin Gay Theatre Festival ausgezeichnet und lief im Januar 2006 im New Yorker Theater New World Stages. Das Stück wurde auch auf Musik-CD veröffentlicht.
Die US-amerikanische Sozialwissenschaftlerin, Filmemacherin und Transgender-Aktivistin Susan Stryker produzierte 2012 eine eineinhalbstündige filmische Collage mit dem Titel „Christine in the Cutting Room“ (Christine im Schneideraum). Zwei Jahre zuvor hatte sie darüber auch eine Lesung an der Yale University mit dem Titel „Christine in the Cutting Room: Christine Jorgensen’s Transsexual Celebrity and Cinematic Embodiment“ gehalten.